# 东山街道 (武汉市)
东山街道是中华人民共和国湖北省武汉市东西湖区下辖的一个街道办事处。

## 行政区划
东山街道下辖以下村级行政区划单位：
莲湖社区、东岳社区、莲港社区、旭东社区、东风社区、五一社区、五七社区、五四社区、灯塔社区、群力社区、巨龙社区、胜利社区、卫东大队村、前进大队村、陈家冲大队村、向阳大队村、水产大队村和蒿口新村大队村。